# A Mariña Occidental
A Mariña Occidental és una comarca de Galícia situada al nord de la província de Lugo, a la franja occidental d'A Mariña.

## Geografia
Limita amb el mar Cantàbric al nord, amb A Mariña Central a l'est, amb Ortegal a l'oest, i amb la Terra Chá al sud.

## Municipis
En formen part els municipis de:
- Cervo
- Ourol
- O Vicedo
- Viveiro
- Xove